# Renee Ridgeley
Renee Ridgeley est une actrice et scénariste américaine. Elle est mariée à Matt Selman.

## Filmographie

### Scénariste

#### PourLes Simpson
| Année | Titre                  | Titre original   | Saison | Épisode | Réalisateur       |
| ----- | ---------------------- | ---------------- | ------ | ------- | ----------------- |
| 2018  | Hôtel des cœurs brisés | Heartbreak Hotel | 30     | 2       | Steven Dean Moore |

#### Autre
- 2006 : Fourteen

### Actrice

#### Cinéma
- 1998 : Lo and Jo : la productrice déléguée du studio
- 1999 : Une vie à deux : Sara
- 2000 : Through Riley's Eyes : Diane
- 2002 : Gale Force : Julie Connors
- 2005 : The Civilization of Maxwell Bright : Amber

#### Télévision
- 1995 : Le Cerveau artificiel : la mère
- 1999 : Angel : Margo (1 épisode)
- 2000 : Amy : Tara Rowen (1 épisode)
- 2000 : Good Versus Evil : Gwen (1 épisode)
- 2002 : Les Feux de l'amour : Sydney Gorman (11 épisodes)
- 2002 : Washington Police : Susan Rooney (1 épisode)
- 2002 : Un Noël en famille : Samantha Bruce
- 2012-2018 : Les Simpson : plusieurs personnages
- 2016 : The Manny : la deuxième fille